# Arif Müfid Mansel
Arif Müfid Mansel (* 15. September 1905 in Konstantinopel; † 18. Januar 1975 in Istanbul) war ein türkischer Klassischer Archäologe. Neben Ekrem Akurgal gilt er als Begründer der Archäologie in der modernen Türkei.

## Leben und Leistungen
Arif Müfid war der Sohn von Mehmet Müfid und von Fatma Zehra, einer Tochter des Großwesirs Ahmed Tevfik Pascha. Er besuchte die Deutschen Schule und das Saint Benoît Fransız Lisesi in Istanbul und sprach daher fließend Deutsch und Französisch. Anschließend studierte er ab 1925 auf Anregung von Halil Edhem, Direktor des Archäologischen Museums Istanbul, an der Universität Berlin Altertumswissenschaften, insbesondere Klassische Archäologie. Er wurde dort 1929 mit der Arbeit Der Stockwerkbau der Griechen und Römer als Schüler von Ferdinand Noack promoviert. Nach der Rückkehr in die Türkei wurde Mansel zweiter Direktor des Archäologischen Museums in Istanbul unter dem Direktor Aziz Ogan. 1935 nahm er den Familiennamen Mansel (= dt. Mann) an. 1936 wurde er zudem Dozent für Altertumswissenschaften an der Universität Istanbul, seit 1944 war er dort bis zu seiner Emeritierung Professor für Klassische Archäologie. 
Er machte sich sowohl als Ausgräber und Wissenschaftler als auch als Wissenschaftsorganisator um die türkische Archäologie verdient. Sein Name ist vor allem mit den Ausgrabungen in Perge (ab 1946) und Side (ab 1947) verbunden. 
1931 wurde er korrespondierendes, 1953 ordentliches Mitglied des Deutschen Archäologischen Instituts, 1959 erhielt er das Große Bundesverdienstkreuz verliehen. Ferner war er korrespondierendes Mitglied des Österreichischen Archäologischen Instituts.

## Schriften (Auswahl)
- Stockwerkbau der Griechen und Römer (= Istanbuler Forschungen Bd. 1). De Gruyter, Berlin-Leipzig 1932 (Dissertation).
- Antikenmuseum zu Istanbul. Katalog der Bleisarkophage. Istanbul 1932.
- Yalova ve Civari = Yalova und Umgebung. Istanbul 1936.
- Türkiyenin Arkeoloji, Epigrafi ve Tarihî Coǧrafyasi İc̜in Bibliografya. Türk Tarih Kurumu Basimevi, Ankara 1948.
- Die Ruinen von Side. de Gruyter, Berlin 1963.
- Side 1947–1966 Yılları Kazıları ve Araştırmalarının Sonuçları.  Türk Tarih Kurumu Basimevi, Ankara 1978.